# Jövedics
Jövedics (románul: Idiciu, németül: Belleschdorf, erdélyi szász nyelven Belleschterf) falu Romániában, Maros megyében.

## Története
1301-ben említik először Ivedeech néven, a falu ekkor egy Belus nevű nemes birtokát képezte. 1446-ban már a nagyváradi Szent Elek-kápolna és kórház birtokaként hivatkoznak rá.
Jövedicset erdélyi szász telepesek alapították, akik a reformáció idején felvették a lutheránus vallást.
A trianoni békeszerződésig Kis-Küküllő vármegye Erzsébetvárosi járásához tartozott.

## Népessége
2002-ben 374 lakosa volt, ebből 175 román, 198 cigány és
1 fő német.

## Vallások
A falu lakói közül  356-an ortodox hitűek.